# Маттія Дзакканьї
Маттія Дзакканьї (італ. Mattia Zaccagni, нар. 16 червня 1995, Чезена) — італійський футболіст, півзахисник, нападник клубу «Лаціо».

## Клубна кар'єра
Народився 16 червня 1995 року в Чезені. Вихованець юнацьких команд клубу «Белларія». У дорослому футболі дебютував 2012 року виступами за його головну команду в четвертому італійському дивізіоні.
Влітку 2013 року 18-річний гравець перебрався до «Верони», де почав грати за молодіжні команди. Сезон 2014/15 провів в оренді у третьоліговій «Венеції», після чого повернувся до веронців, де у другій половині 2015 року дебютував в італійській Серії A.
У січні-червні 2016 року знову був орендований, цього разу до «Читтаделли», після чого став гравцем основного складу «Верони», за яку відіграв наступні п'ять сезонів.
31 серпня 2021 року на умовах оренди до завершення сезону 2021/22 приєднався до римського «Лаціо».

## Статистика виступів

### Статистика клубних виступів
Станом на 22 січня 2022
| Сезон              | Команда            | Чемпіонат          | Чемпіонат | Чемпіонат | Національний кубок | Національний кубок | Національний кубок | Континентальні кубки | Континентальні кубки | Континентальні кубки | Інші змагання | Інші змагання | Інші змагання | Усього | Усього |
| Сезон              | Команда            | Ліга               | Ігор      | Голів     | Ліга               | Ігор               | Голів              | Ліга                 | Ігор                 | Голів                | Ліга          | Ігор          | Голів         | Ігор   | Голів  |
| ------------------ | ------------------ | ------------------ | --------- | --------- | ------------------ | ------------------ | ------------------ | -------------------- | -------------------- | -------------------- | ------------- | ------------- | ------------- | ------ | ------ |
| 2012–13            | «Белларія»         | ЛП-2Д              | 6         | 0         | КІ-ЛП              | 2                  | 0                  | -                    | -                    | -                    | -             | -             | -             | 8      | 0      |
| 2013–14            | «Верона»           | A                  | 0         | 0         | КІ                 | 0                  | 0                  | -                    | -                    | -                    | -             | -             | -             | 0      | 0      |
| 2014–15            | «Венеція»          | ЛП                 | 33        | 1         | КІ+КІ-ЛП           | 2+1                | 0                  | -                    | -                    | -                    | -             | -             | -             | 36     | 1      |
| 2015-січ. 2016     | «Верона»           | A                  | 3         | 0         | КІ                 | 1                  | 0                  | -                    | -                    | -                    | -             | -             | -             | 4      | 0      |
| січ.-черв. 2016    | «Читтаделла»       | ЛП                 | 12        | 0         | КІ-ЛП              | 0                  | 0                  | -                    | -                    | -                    | СКЛП          | 2             | 1             | 14     | 1      |
| 2016–17            | «Верона»           | B                  | 26        | 2         | КІ                 | 1                  | 0                  | -                    | -                    | -                    | -             | -             | -             | 27     | 2      |
| 2017–18            | «Верона»           | A                  | 6         | 0         | КІ                 | 1                  | 0                  | -                    | -                    | -                    | -             | -             | -             | 7      | 0      |
| 2018–19            | «Верона»           | B                  | 29+2      | 3+1       | КІ                 | 2                  | 0                  | -                    | -                    | -                    | -             | -             | -             | 33     | 4      |
| 2019–20            | «Верона»           | A                  | 34        | 2         | КІ                 | 1                  | 0                  | -                    | -                    | -                    | -             | -             | -             | 35     | 2      |
| 2020–21            | «Верона»           | A                  | 36        | 5         | КІ                 | 1                  | 0                  | -                    | -                    | -                    | -             | -             | -             | 37     | 5      |
| серп. 2021         | «Верона»           | A                  | 2         | 2         | КІ                 | 1                  | 0                  | -                    | -                    | -                    | -             | -             | -             | 3      | 2      |
| Усього за «Верону» | Усього за «Верону» | Усього за «Верону» | 136+2     | 14+1      |                    | 8                  | 0                  |                      | -                    | -                    |               | -             | -             | 146    | 15     |
| 2021–22            | «Лаціо»            | A                  | 15        | 2         | КІ                 | 1                  | 0                  | ЛЄ                   | 4                    | 0                    | -             | -             | -             | 20     | 2      |
| Усього за кар'єру  | Усього за кар'єру  | Усього за кар'єру  | 201       | 17        |                    | 14                 | 0                  |                      | 4                    | 0                    |               | 2             | 1             | 225    | 19     |